# キャサリン小林
キャサリン小林（キャサリンこばやし、Catherine Kobayashi, 12月12日 - ）は日系カナダ人のタレント、ニュースキャスター、DJ

## 来歴
バンクーバー出身。大学の夏休み期間を利用して来日し、フォーミュラ・ニッポンのレースクイーンを担当した。その結果、両親が日系なので、ルーツが知りたくて
卒業後、再度来日。来日後は、英会話に関連した番組やイベント司会業、執筆活動を行い、2009年からはNHK WORLD再開局に伴い、『NHK NEWSLINE』のメインアンカーを担当していた。
2017年9月一杯で契約満了となり、キャスターを勇退。その後、同年翌月10月に離日して、ニューヨークに渡った。

## 主張
- 自身がレギュラー出演している『NHK NEWSLINE』にて、2013年4月26日のニュースの中で靖国神社を紹介する際、1952年の国会決議で戦犯の名誉回復が認められてるのに拘らず、「戦争犯罪者が祭られてる神社」と紹介した。そのため、「頑張れ日本!全国行動委員会」に抗議された[4]。

## 出演番組

### テレビ
- NHK NEWSLINE（NHKワールドTV）キャスター（2009年 - 2017年9月 東京発、2021年5月 - ニューヨーク発）
- SmaSTATION!!（テレビ朝日）「ベラベラステーション」MC（2001年10月 - 2002年10月)
- Japan Biz Cast（NHKワールドTV）ナレーター
- Japan This Week（NHK BS1）（2000年4月 - 2002年4月）

### ラジオ
- Better Travel English with Catherine（InterFM）（2002年 - 2006年）
- HIROSHI ITSUKI meets R&E（InterFM）（2008年8月14日 - ）
- K.C（InterFM）

### インターネットラジオ
- キャサリンのブロードバンド!ニッポン（LFX488） - 2006年10月5日 - 2007年3月29日
- Bittersweet Love Songs（Suono Dolce）
- TOKYO AFTER6（Suono Dolce）- 2007年4月5日 -

## 著作
- キャサリンのオジさま英会話（サンデー毎日）（2000年8月 - 2001年8月）
- 『Better English with Catherine～キャサリンが毎日使っている世界一リアルな英会話～』学研、2004年9月29日。ISBN 978-4054025578。
- 『キャサリンのフライト手帳』ソニー・マガジンズ、2006年6月。ISBN 978-4789729055。
- 『Better English with Catherine 2～毎日が楽しくなる世界一リアルな英会話～』学研、2006年10月、143頁。ISBN 978-4-05-403239-2。
- Celebrity English with Catherine（AERA ENGLISH）